# Melitaea ellaclaudia
Melitaea ellaclaudia är en fjärilsart som beskrevs av Felix Bryk 1940. Melitaea ellaclaudia ingår i släktet Melitaea och familjen praktfjärilar. Inga underarter finns listade i Catalogue of Life.